# Leahivți, Ujhorod
Leahivți (în ucraineană Ляхівці) este un sat în comuna Hudlovo din raionul Ujhorod, regiunea Transcarpatia, Ucraina.

## Demografie
Componența lingvistică a localității Leahivți
     Ucraineană (98,37%)
     Alte limbi (1,63%)
Conform recensământului din 2001, majoritatea populației localității Leahivți era vorbitoare de ucraineană (98,37%), existând în minoritate și vorbitori de alte limbi.